# 梁嘉善
梁嘉善（英語：Jessica Leung Ka Sin），香港執業大律師、政治人物，末任公民黨秘書長。

## 生平
梁嘉善生於香港。梁嘉善於2013年加入公民黨，曾為楊岳橋議員辦公室成員，負責政策研究、跟進個案等。2019年，梁嘉善成為大律師，並於翌年獲選為公民黨秘書長。她是公民黨的核心成員，也是香港民主派的一員。

### 參與立法會選舉
2020年5月30日，她獲公民黨推薦參與2020年香港立法會選舉新界東選區，被視為立法會議員楊岳橋的Plan B。梁嘉善及後於7月31日報名參選立法會選舉新界西選區，接替因選舉主任政治審查被裁定提名無效而無法出選的立法會議員郭家麒；同日，行政長官林鄭月娥宣佈因2019冠狀病毒病疫情（COVID-19）肆虐影響公眾安全，引用《香港法例》第241章《緊急情況規例條例》，押後至2021年9月5日才選行立法會選舉。

### 接任公民黨秘書長
2020年11月28日，公民黨舉行第十五次周年黨員大會，會上選出新一屆執行委員會，新任執委的梁嘉善接任公民黨秘書長一職。

## 外部連結
- Leung, Jessica K.S. (Ms) 梁嘉善 (女士)-大律師名冊資料（页面存档备份，存于）
- 新界東支部-公民黨官方資料（页面存档备份，存于）
- Jessica Leung 梁嘉善的Facebook專頁
- 梁嘉善的Instagram帳戶[永久]

| 政黨職務      | 政黨職務                   | 政黨職務        |
| ------------- | -------------------------- | --------------- |
| 前任： 陳啟遠 | 公民黨秘書長 2020年-2022年 | 繼任： 政黨解散 |